# Calvisia grossegranosa
Calvisia grossegranosa är en insektsart som beskrevs av Ludwig Redtenbacher 1908. Calvisia grossegranosa ingår i släktet Calvisia och familjen Diapheromeridae. Inga underarter finns listade.